# Paleolítico japonês
O paleolítico japonês (japonês: 日本の旧石器時代, Nihon no kyū-sekki-jidai), também chamado de período pré-Jomon, é um período da história do Japão, que se estende de 35 mil a.C. até aproximadamente 12 mil a.C.. O período seguinte da história japonesa é o período Jomon, também chamado de mesolítico japonês.
Acreditava-se, antes da descoberta desse período, que as primeiras ocupações humanas no Japão haviam ocorrido no período Jomon. Porém, após a descoberta do primeiro sítio arqueológico desse período, logo após a segunda guerra mundial, mais de 5 mil sítios arqueológicos foram descobertos, alguns nos próprios sítios do período Jomon.
Apenas alguns sítios conseguem datar a atividade humana no Japão para 50 mil a.C. a 40 mil a.C.. Portanto, a data mais aceita para a primeira presença humana no arquipélago é de 35 mil a.C..

## Pedras e ferramentas polidas

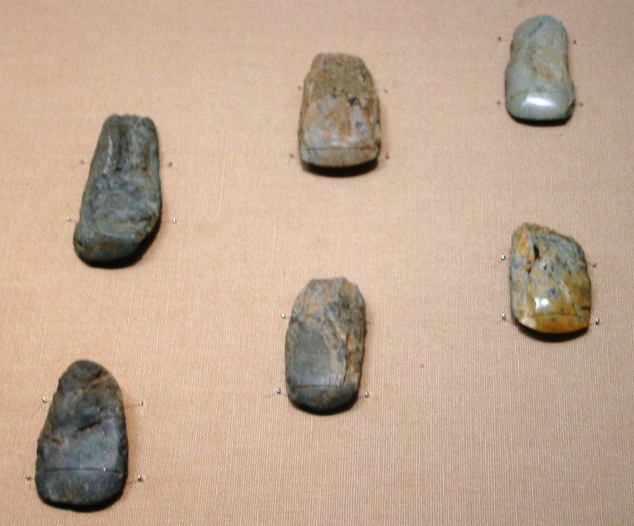
Ferramentas ou machados de pedra polida. Hinatabayashi B site, Shinanomachi, Nagano. Período pré-Jomon (Paleolítico), 30,000 a.C. Museu Nacional de Tóquio.

O Paleolítico japonês é único na medida que incorpora as mais antigas ferramentas de pedra polida conhecidas no mundo, datadas por volta de 30 mil a.C., uma tecnologia tipicamente associada com o começo do Neolítico, por volta de 10 mil a.C., no resto do mundo. Não se sabe por que tais ferramentas foram criadas tão precocemente no Japão, embora o período seja associado com um clima mundial mais ameno (30-20 mil a.C.), sendo que as ilhas podem ter se beneficiado disso.
Devido a sua originalidade, o período Paleolítico japonês não coincide exatamente com a definição tradicional do Paleolítico baseada na tecnologia da pedra (ferramentas de pedra lascada). As ferramentas do Paleolítico japonês mostram, assim, traços do Mesolítico e Neolítico anteriores a 30 mil a.C..

## Paleoantropologia
As populações paleolíticas do Japão, bem como das posteriores populações Jomon, parecem ter relação com um antigo grupo paleo-asiático que ocupou grandes partes da Ásia antes da expansão das populações características dos povos atuais da China, Coreia e Japão.
Características esqueléticas indicam muitas similaridades com outros povos aborígenes do continente asiático. As estruturas dentárias pertenciam ao grupo sundadonte, encontradas principalmente nas populações antigas do sudeste asiático (cujas populações atuais pertencem ao grupo sinodonte). Os crânios tendiam a ser mais fortes, com olhos mais afundados.
As populações aborígenes dos Ainus, atualmente confinados à ilha de Hokkaido, parecem ser descendentes daquelas populações paleolíticas, exibindo características que foram, no passado, interpretadas como caucasianas, mas que hoje tendem a ser consideradas mais como parte dos seres humanos do início do Paleolítico.
A análise genética sobre as populações de hoje não é clara e tende a indicar uma grande miscigenação genética entre as populações mais recentes do Japão e os que chegaram anteriormente (Cavalli-Sforza). Estima-se que de 10 a 20% do capital genético da população japonesa de hoje deriva dos ancestrais aborígenes do Paleolítico-Jomon, com o restante vindo de migrações posteriores do continente, especialmente durante o período Yayoi.

## Arqueologia do período paleolítico
O estudo do período paleolítico no Japão somente começou recentemente: o primeiro sítio paleolítico foi descoberto logo após o final da Segunda Guerra Mundial. Devido às suposições anteriores de que os humanos não viviam no Japão antes do período Jomon, as escavações normalmente paravam no começo do estrato Jomon (14 mil a.C.), não sendo levadas adiante. No entanto, desde a primeira descoberta paleolítica feita por Tadahiro Aizawa, por volta de 5 mil sítios paleolíticos foram descobertos, alguns deles em sítios arqueológicos Jomon já existentes.
O estudo do período paleolítico japonês é caracterizado por um alto nível de informação estratigráfica, devido à natureza vulcânica do arquipélago: grandes erupções tendem a cobrir as ilhas com cinza vulcânica, que são facilmente datáveis e podem ser encontradas por todo o país. Uma camada muito importante é a pedra-pome AT (Aira-Tanzawa), que cobriu todo o Japão por volta de 21 a 22 mil anos atrás.
Em 2000, a reputação da arqueologia japonesa do Paleolítico foi intensamente prejudicada por um escândalo. O Mainichi Shimbun mostrou as fotos nas quais Shinichi Fujimura, um arqueólogo amador da província de Miyagi, estava plantando artefatos no Sítio de Kamitakamori, onde ele "descobriu" os artefatos no dia seguinte. Ele admitiu a fabricação em uma entrevista para o jornal. A Associação Arqueológica Japonesa desfiliou Fujimura de sua lista de membros. Um time de  investigação especial da Associação revelou que quase todos os artefatos que ele havia descoberto eram de sua própria fabricação.
Desde a descoberta da farsa, apenas alguns sítios são considerados aptos a datar a atividade humana no Japão para 40-50 mil a.C., sendo que a data de presença humana no arquipélago mais aceita é de 35 mil a.C..